# 铅灰拟黑耳
铅灰拟黑耳（学名：Exidiopsis molybdea）是属于银耳目银耳科拟黑耳属的一种真菌，群生于阔叶树腐木上。该种分布于中国、美国。